# Theodore H. Berlin
Theodore H. Berlin, genannt Ted Berlin, (* 8. Mai 1917 in New York City; † 16. November 1962 in Baltimore) war ein US-amerikanischer theoretischer Physiker, der sich vor allem mit statistischer Mechanik befasste. Er war Professor am Rockefeller Institute in New York City.
Berlin studierte am Cooper Union Institute of Technology (Bachelor als Chemieingenieur 1939) und an der University of Michigan, an der 1940 seinen Master-Abschluss erhielt und 1944 bei Kasimir Fajans promoviert wurde. Die Dissertation war über die quantenmechanische Behandlung der elektrischen Wechselwirkung zweiatomiger Moleküle. 1944 bis 1946 war er Forschungsphysiker an der University of Michigan. Er arbeitete im Zweiten Weltkrieg noch als Student an der Entwicklung von Abstandszündern. Er war ab 1946 an der Johns Hopkins University, wo er ab 1946 Lecturer, ab 1949 Associate Professor und ab 1955 Professor war. Dazwischen war er 1948/49 Associate Professor an der Northwestern University. Ab 1961 war er Professor an der Rockefeller University. Er arbeitete mit George Uhlenbeck, dessen Schüler er an der University of Michigan gewesen war, und Mark Kac zusammen, mit denen er befreundet war. Gemeinsam gründeten sie an der Rockefeller University die Abteilung für Mathematik und Physik. Er starb überraschend 1962 und liegt in Baltimore auf dem Prospect Hill Cemetery begraben. An der Rockefeller University wurde nach seinem Tod ein Garten zu seiner Erinnerung angelegt.
Anfangs befasste er sich mit Physikalischer Chemie (Quantentheorie von Molekülen). Bekannt ist seine Arbeit mit Kac zum sphärischen Modell, eine Verallgemeinerung des Ising-Modells der statistischen Mechanik, die als mathematische Modellsysteme für Ferromagneten gedacht waren. Im Gegensatz zum Isingmodell kann die Spinvariable auf dem Gitter hier kontinuierliche Werte annehmen (unter der Einschränkung, dass die Summe der Quadrate der Spins gleich der Zahl der Gitterplätze ist). Es ist exakt lösbar und zeigt für Werte der Raumdimension d =1 oder 2 keinen Phasenübergang (im Gegensatz zum Isingmodell) und für d größer als 2 einen ferromagnetischen Phasenübergang mit Curie-Temperatur, wobei die kritischen Exponenten für mehr als vier Dimensionen von der Dimension unabhängig sind.
1952/53 war er am Institute for Advanced Study und Guggenheim Fellow. Zu seinen Doktoranden zählt Louis Witten (1951).
Er war im Herausgebergremium des Journal of Chemical Physics, von Physical Review und Physical Review Letters. Kurz vor seinem Tod wurde er Mitglied im Herausgebergremium von Physics of Fluids. Berlin war Fellow der American Physical Society.
1944 heiratete er Patricia May Cleary, mit der er vier Söhne hatte.